# Tối ưu hóa trong đầu tư
Tối ưu hóa trong đầu tư là việc lựa chọn chiến lược đầu tư có hiệu quả nhất.
Hướng mới nhất để giải quyết vấn đề đầu tư là phương pháp quy hoạch động xấp xỉ của Harry Markowitz trong mô hình tại một thời điểm nhất định. Nó có tầm quan trọng lớn trong cuộc sống và ứng dụng rộng rãi trong những phòng ban quản lý rủ ro của ngân hàng. Người ta sử dụng phương pháp này vì nó đơn giản và chỉ yêu cầu những kiến thức cơ sở của xác suất. Tuy nhiên hạn chế chính của phương pháp này là có chỉ đưa ra được quyết định phân bố tài sản ở giai đoạn đầu mà chưa định hướng được hoạt động xảy ra trong tương lai.
Tiến xa hơn là phương trình của Black–Scholes trong định giá lựa chọn.
Cộng cụ toán học phát triển ngày càng cao trong lý thuyết xác suất, cho phép chúng ta tìm được mô hình để giải quyết vấn đề đầu tư sẽ rõ ràng hơn. Phương pháp quy hoạch động xấp xỉ cho thời gian liên tục được mở rộng qua nghiên cứu của Shweizer và Phạm, đến cuối cùng là lý thuyết của von Neumann-Morgenstern.
Lý thuyết của Robert C. Merton được coi như là một điểm sáng trong chiến lược đầu tư trong tương lai. Ông đã sử dụng phương pháp quy hoạch động cho bài toán phân chia tài sản và biểu diễn các nguyên tắc đầu tư tối ưu bằng các phương trình Hamilton-Jacobi-Bellman.